# Busto de Manolo Avello

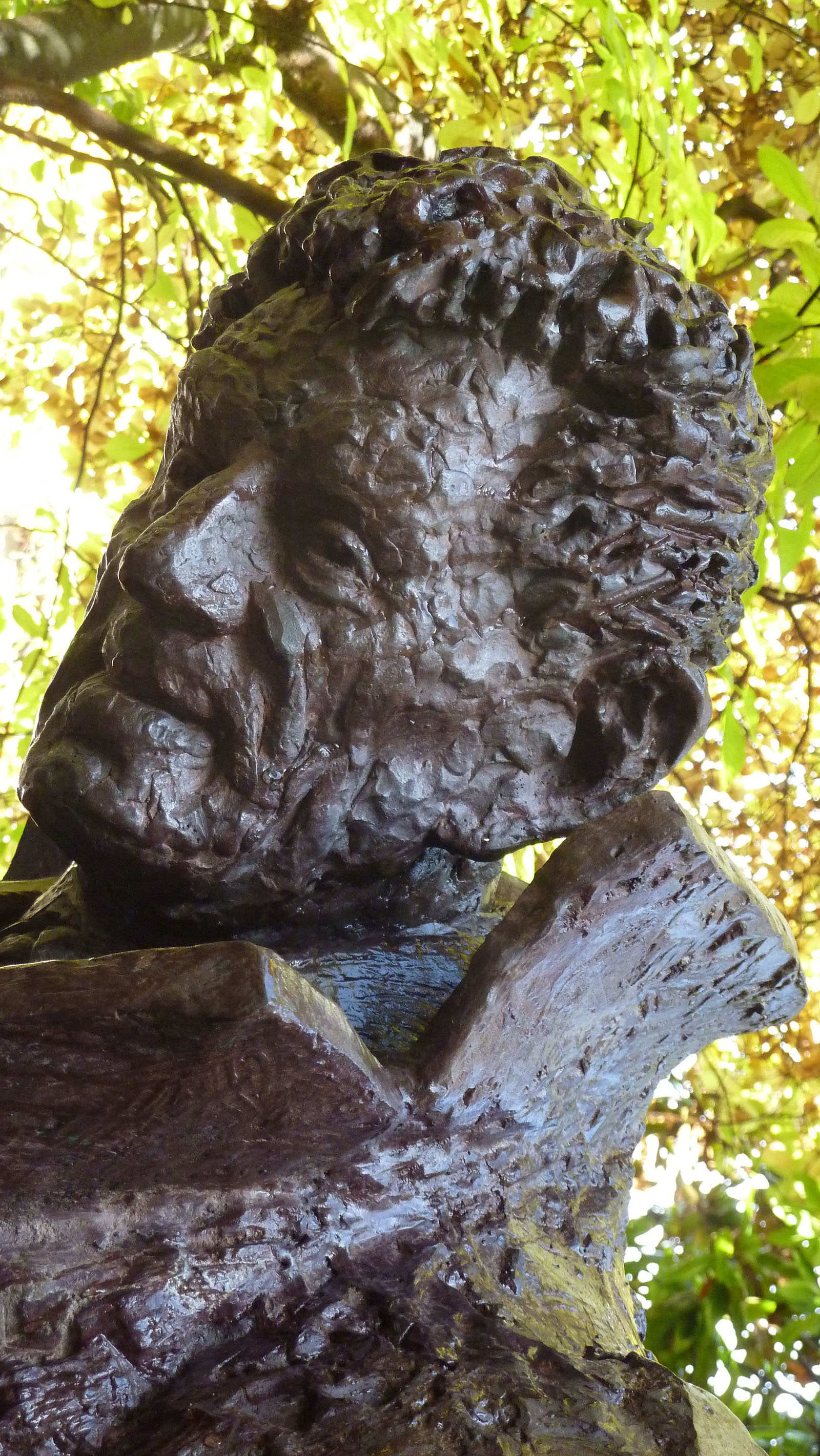
Busto de Manolo Avello.

El busto de Manolo Avello, ubicada en el Campo de San Francisco, en las inmediaciones de la zona de juegos infantiles y a la vista de la calle Conde Toreno, en la ciudad de Oviedo, Principado de Asturias, España, es una de las más de un centenar de esculturas urbanas que adornan las calles de la mencionada ciudad española.
El paisaje urbano de esta ciudad se ve adornado por obras escultóricas, generalmente monumentos conmemorativos dedicados a personajes de especial relevancia en un primer momento, y más puramente artísticas desde finales del siglo XX.
La escultura, hecha en bronce, con acabado oxidado, es obra de Vicente Menéndez Prendes "Santarúa", y está datada en 2003. Se trata de un busto de considerables dimensiones, colocado sobre una peana de piedra, En cada cara del pedestal hay una placa donde figuran monumentos de la ciudad: la Universidad de Oviedo, el mercado del Fontán, San Isidoro El Real, la Foncalada, San Julián de los Prados, Santa María del Naranco, la Cruz de los Ángeles y el desaparecido carbayón, con su nombre en relieve y su traducción al braille. Además, en el frontal, aparece una inscripción, firmada por la cronista de la ciudad y sucesora de Avello en el cargo, Carmen Ruiz-Tilve, y con el nombre del autor: «Gracias a su sensibilidad y fino humor conocimos otro Oviedo».
La obra es un homenaje al que fue cronista oficial de la ciudad de Oviedo durante 23 años, el periodista y radiofonista Manuel Fernández Rodríguez-Avello, quien falleció el 24 de abril de 2002, en la ciudad de Oviedo. El homenajeado es representado escribiendo una de sus crónicas, uno de sus brazos convertido en un periódico.